# Coumarine
La coumarine est une substance naturelle organique aromatique. Sa formule chimique est C9H6O2. Elle est connue dans la nomenclature internationale comme 2H-1-benzopyrane-2-one, molécule qui peut être considérée en première approximation comme une lactone de l’acide 2-hydroxy-Z-cinnamique.
Son odeur de foin fraîchement coupé a attiré l'attention des parfumeurs sur elle dès le XIXe siècle[réf. nécessaire]. Habituellement, la coumarine simple se trouve sous forme liée à un sucre qui la retient dans l'eau des vacuoles des cellules végétales : pour qu'elle soit émise, elle doit être séparée du sucre et subir une oxydation par l'oxygène de l'air pour donner la forme volatile, plus odorante.
Le même terme de coumarine désigne aussi la classe des composés phénoliques dérivés de cette dernière molécule, la 2H-1-benzopyrane-2-one. Ces composés possèdent des hydroxyles phénoliques qui peuvent être méthylés ou être engagés dans des liaisons hétérosides, constituant alors la génine. Plus d’un millier de coumarines naturelles ont été décrites. Elles sont très largement distribuées dans le règne végétal.
La coumarine utilisée en parfumerie (Shalimar et Jicky de Guerlain ou Contradiction de Calvin Klein) ou pour aromatiser les aliments ou les boissons est surtout obtenue par synthèse.
Prise en excès, elle peut provoquer des effets secondaires, tels que nausées, vomissements, vertiges et maux de tête et, alors qu'elle est normalement dégradée par le foie, induire une toxicité hépatique.

## Étymologie
La coumarine tire son nom de kumarú, le nom dans des langues amérindiennes caribes (Kali'na) et tupi de Guyane de l’arbre poussant en Amérique tropicale, le gaïac de Cayenne (Dipteryx odorata (Aubl.) Forsyth f. initialement appelé Coumarouna odorata  Aubl.) de la famille des Fabacées, donnant la fève tonka, d’où cette molécule, concentrée à 1-3 %,  fut isolée en 1820 par le chimiste Heinrich August von Vogel (de). Le nom de tonka vient aussi du tupi et d’une langue caraïbe de Guyane, le kali'na (ou galibi).

## Coumarine simple
La coumarine fut l'une des premières synthèses aromatiques réalisées vers la fin du XIXe siècle (1868) par le chimiste anglais William H. Perkin. Quelques années plus tard, en 1882, Paul Parquet (en) employa cette molécule de synthèse pour créer Fougère royale, un parfum de la maison éponyme fondée en 1775 par Jean-François Houbigant (devenu H pour homme), puis Aimé Guerlain l'utilisa pour Jicky, en 1889. Ces usages marquèrent un tournant dans l’histoire des parfums et arômes de synthèse.
Elle est depuis peu réglementée pour une possible hépatotoxicité.

### Plantes riches en coumarine
La coumarine est un métabolite secondaire de plantes, la synthèse de ce composé participant à leur défense chimique contre les herbivores, :
- la fève tonka, fruit du gaïac de Cayenne (Dipteryx odorata) de la famille des Fabacées, est très riche en coumarine (de 1 à 3,5 %). À maturité, la fève libère des arômes de vanille, de foin et d’amande. Elle est en vogue auprès de quelques grands chefs qui l’utilisent pour parfumer les crèmes et les gâteaux[13]. Elle servait à aromatiser certains tabacs à pipe comme l'Amsterdamer ;
- l’aspérule odorante, (Galium odoratum) ou gaillet odorant (de la famille des Rubiacées), est peu odorante à l'état frais mais prend au séchage une agréable senteur de foin, due au développement de la coumarine (la plante sèche comporte de 1,0 à 1,3 % de coumarine) ;
- la racine de la flouve odorante (Anthoxanthum odoratum) ou « chiendent odorant » (de la famille des Poacées) ;
- la mélitte à feuille de mélisse continent de la coumarine dans les feuilles et fleurs fraîches ;
- la cannelle de Chine ou casse (Cinnamomum cassia) est riche en coumarine[14] (0,45 %) et en aldéhyde cinnamique (2,56 %) et contient des traces d’eugénol ; La cannelle de Ceylan  (Cinnamomum verum) ne contient que des traces de coumarine ;
- les tiges feuillées du mélilot officinal ou mélilot jaune (Melilotus officinalis de la famille des Fabacées) renferme, surtout dans les jeunes feuilles, du mélilotoside, glucoside de l'acide 2-hydroxycinnamique qui conduit par lactonisation à la coumarine (0,2 %) ;
- la feuille de maïs (Zea mays) avec 0,2 % est aussi riche ;
- la lavande vraie (Lavandula angustifolia) avec 0,15 % est beaucoup plus riche que la lavande aspic (Lavandula latifolia) qui n’en contient que 0,0022 % ;
- l'angélique officinale (Angelica archangelica) renferme de nombreuses coumarines : simples, furaniques et hydroxy-isopropyldihydrofuraniques ;
- la berce du Caucase (Heracleum mantegazzianum) cause de graves réactions phototoxiques par contact en raison de la présence de furanocoumarines linéaires (psoralène, bergaptène et xanthotoxine, voir la dernière section sur les coumarines). Le céleri (Apium graveolens), le panais (Pastinaca sativa), la grande berce (Heracleum sphondylium) ou la rue (Ruta graveolens) peuvent également générer des réactions phototoxiques par contact chez des sujets sensibles ;
- la vanille Pompona a pour principale molécule aromatique la coumarine, lui conférant des notes de réglisse et de feuille de tabac.
- Hierochloe odorata, plante herbacée vivace de la famille des Poacées, originaire de l'hémisphère Nord. Elle est utilisée en aromathérapie et dans la production de boissons distillées (Żubrówka).

La coumarine simple est le composé responsable de l'odeur de foin coupé.

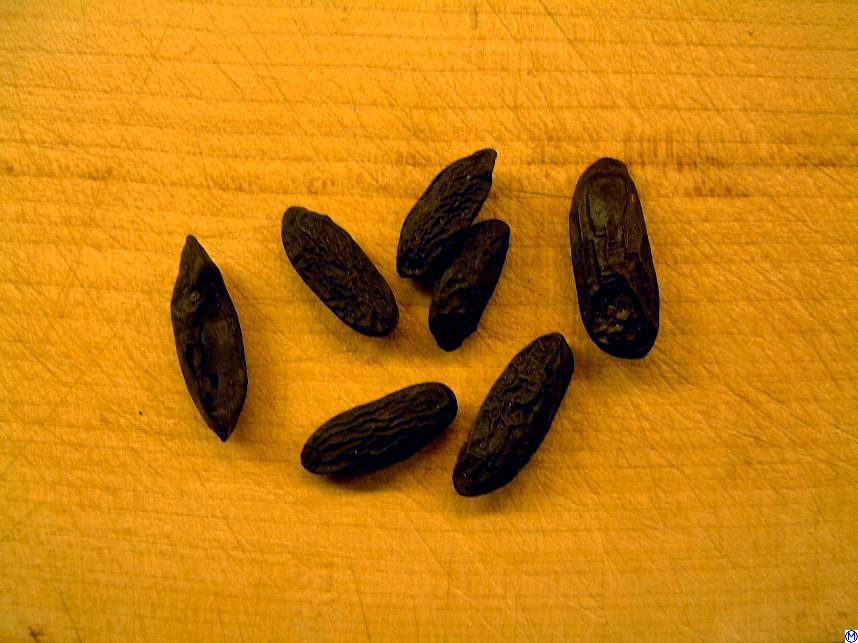
Fèves tonka.
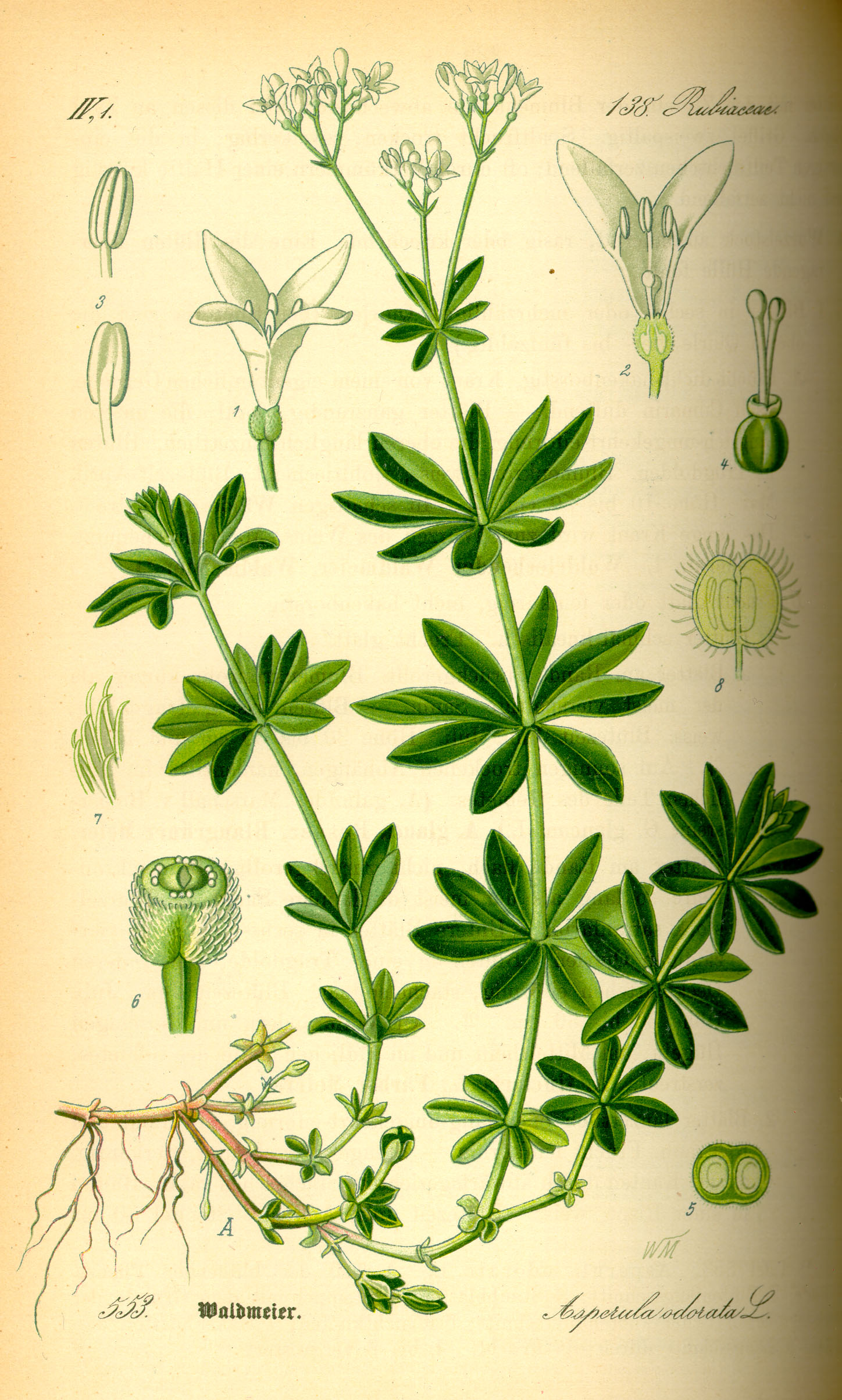
Aspérule odorante.
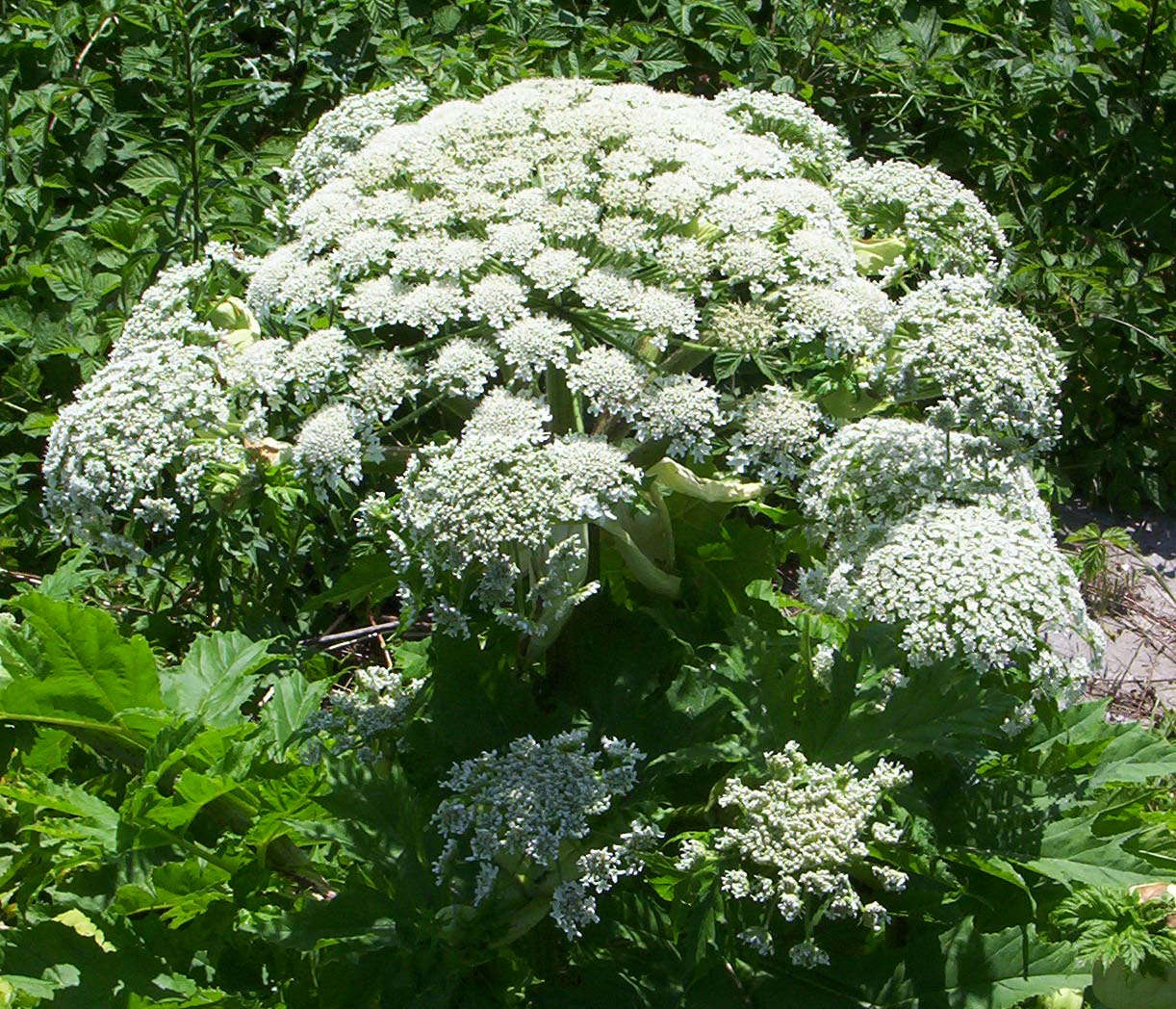
Heracleum mantegazzianum.

### Propriétés physico-chimiques
- Hydrosolubilité : faible (1,9 g/l d'eau froide et 20 g/l d'eau portée à ébullition).
- Soluble dans les alcools et dans les solvants organiques comme l'éther diéthylique ou les solvants chlorés.
- Cristallographie : solide formé de cristaux orthorhombiques.

### Absorption et métabolisme chez l'homme
Pour Lake (1999), la source principale de coumarine dans l’alimentation viendrait de la cannelle souvent présente sous forme d’arôme alimentaire. Il estime l'exposition journalière par l'alimentation à 0,02 mg·kg-1·j-1.
Après ingestion, la coumarine est rapidement et complètement absorbée dans le tube digestif puis massivement métabolisée dans le foie. Elle y subit principalement une hydroxylation en 7-hydroxycoumarine 7-HC (pour 84 %) et une ouverture du cycle de la lactone, avant d’être en grande partie excrétée dans les 24 heures, par voie rénale (voir figure 1). Son temps de demi-vie dans l'organisme humain est d’une heure.

Fig. 1. Les 2 voies principales du métabolisme de la coumarine.

Chez l’homme, la voie par la 7-hydroxylation est très largement majoritaire et donne des métabolites peu toxiques : la 7-hydroxycoumarine et ses conjugués glucuronidés et sulfatés. Par contre, chez le rat et la souris, aucune 7-HC n’est détectée dans ses urines après une ingestion de coumarine et l’autre voie produit des composés très toxiques pour le foie et les reins : voie de la 3,4-époxydation. Il est important de savoir, que certaines personnes avec une activité du cytochrome P450 (enzyme qui métabolise la coumarine en 7-hydroxycoumarine) peuvent métaboliser plus majoritairement la coumarine par la voie de la 3,4-époxydation (voie cytotoxique qui conduit à la o-HPAA), ce qui peut entrainer une toxicité hépatique et rénale.

### Usage en médecine
En médecine, la coumarine est utilisée dans le traitement adjuvant du lymphœdème post-mastectomie, en complément des méthodes de contention. Son action anti-œdémateuse résulte de l'augmentation du drainage lymphatique et de la stimulation de l'activité protéolytique des macrophages.
Mais la multiplication des cas d’hépatite chez les patients traités à fortes doses avec cette molécule a conduit au retrait du marché de la spécialité correspondante,.
La coumarine reste utilisée en phytothérapie, mais à des doses beaucoup plus faibles, comme dans les spécialités contenant du mélilot.
À la différence de ses dérivés (comme la warfarine), la coumarine elle-même n’a pas d’activité anticoagulante.
Mais la fermentation humide de foin qui renferme de la coumarine (en raison de la présence de mélilot) génère des dérivés anticoagulants, qui entraînent des hémorragies chez les herbivores qui en consomment. Le 4-hydroxy-3-[1-(4-nitrophényl)-3-oxobutyl]coumarine, appelé usuellement acénocoumarol, est antagoniste de la vitamine K et inhibiteur de la synthèse des facteurs de la coagulation vitamino-K-dépendants. Ses propriétés anticoagulantes sont utilisées dans la thérapie des maladies thromboemboliques.

### Usage alimentaire
Le codex alimentarius a recommandé en 1985 (réaffirmé en 2006) de ne pas ajouter la coumarine telle quelle aux aliments et aux boissons. Elle peut être présente dans les aliments et les boissons seulement sous la forme de préparations aromatisantes naturelles (par exemple l'extrait de fève tonka) et pas à plus de 2 mg·kg-1 dans les denrées alimentaires et les boissons et de 10 mg·kg-1 dans les caramels spéciaux.
En 2004 puis en juillet 2008, l’Autorité européenne de sécurité des aliments (AESA) a recommandé une dose journalière acceptable (DJA) de 0,1 mg de coumarine/kg de poids corporel. Un calcul simple permet de s’apercevoir que la DJA est très largement dépassée par une cuillerée à café de cannelle de Chine (ou casse). D'où l'importance de bien distinguer cette cannelle de la cannelle de Ceylan, dépourvue de coumarine.
En cuisine, les fleurs d'aspérule odorante, au parfum caractéristique, sont utilisées dans la région d'Arlon (Belgique) pour la fabrication du maitrank. La macération de ces fleurs dans du vin blanc sucré sert à parfumer le « vin de mai » appelé aussi Maibowle.
Enfin la coumarine est fortement contenue dans l'herbe de bison, une plante utilisée notamment pour la fabrication de la vodka polonaise Żubrówka. Cette herbe « dégage un arôme délicat de noix de coco, de vanille et d'amande, puis laisse une impression sirupeuse, épaisse en bouche, due à sa très fine astringence ».

### Autres usages
L'odeur de foin fraîchement coupé de la coumarine est très utilisée en parfumerie. Actuellement, elle entre dans la composition de 90 % des parfums (dans 60 % avec une teneur supérieure à 1 %). Elle s'associe bien à la vanilline dont elle atténue le côté alimentaire.
Elle est aussi utilisée dans les produits cosmétiques (déodorants, eaux de toilette, crèmes, shampoings, savons de toilette, dentifrice, etc.).
On trouve aussi de la coumarine dans les cigarettes indiennes, les bidî, et les cigarettes aux clous de girofle indonésiennes, les kreteks
.
Pour neutraliser ou masquer les mauvaises odeurs, la coumarine est aussi ajoutée aux peintures, insecticides, encres, aux aérosols, au caoutchouc ou aux matières plastiques.

## Coumarines
La famille des coumarines est formée des composés phénoliques dérivés de la coumarine simple, la 2H-1-benzopyrane-2-one, molécule elle-même dénuée de groupe hydroxyle phénolique OH. Toutes les coumarines sont substituées en C-7 par un hydroxyle phénolique.
Les divers groupes hydroxyles en C-6, C-7 et C-8, peuvent ensuite :
- être méthylés ;

| Les coumarines aglycones   |      |      |    |          |
|                            | R6   | R7   | R8 | Formules |
| Coumarine (non phénolique) | H    | H    | H  |          |
| Ombelliférone              | H    | OH   | H  |          |
| Herniarine                 | H    | OCH3 | H  |          |
| Esculétol                  | OH   | OH   | H  |          |
| Scopolétol                 | OCH3 | OH   | H  |          |
| Scopanone                  | OCH3 | OCH3 | H  |          |
| Fraxétol                   | OCH3 | OH   | OH |          |

(Le scopolétol est très répandu dans les enveloppes des graines où il inhibe la germination.)
- ou être engagés dans une liaison hétéroside[12].

| Quelques glucosides de coumarine Gluc= β-D-glucopyranosyloxy |          |                                 |      |      |    |
|                                                              | CAS      | synonyme                        | R6   | R7   | R8 |
| Skimmine                                                     | 93-39-0  | 7-O-glucosyl-ombelliférone      | H    | Gluc | H  |
| Esculoside                                                   | 531-75-9 | 6-O-glucosyl-esculétol          | Gluc | OH   | H  |
| Cichoriine                                                   | 531-58-8 | 7-O-glucosyl-esculétol          | OH   | Gluc | H  |
| Scopoline                                                    | 531-44-2 | 7-O-Glucosyl-6-méthoxycoumarine | OCH3 | Gluc | H  |

L'esculoside, présente dans l'écorce du marronnier d'Inde, est réputée veinotonique.

Esculoside
Cichoriine

Ces molécules peuvent aussi être associées avec des chaînes isopréniques en C5, C10 (monoterpènes) ou plus rarement C15 (sesquiterpènes).
| Prényloxycoumarines |          |                                            |          |           |          |
|                     | CAS      | synonyme                                   | R6       | R7        | R8       |
| Auraptène           | 495-02-3 | 7-géranyloxy coumarine                     | H        | O-géranyl | H        |
| Subérosine          | 581-31-7 | 7-méthoxy-6-(3-méthyl-2-butényl)-coumarine | amylènyl | OCH3      | H        |
| Osthol              | 484-12-8 | 7-méthoxy-8-(3-méthyl-2-butényl)-coumarine | H        | OCH3      | amylènyl |

Auraptène
Subérosine

Les zestes d'agrumes sont très riches en auraptène.
La fusion de la coumarine avec un hétérocycle supplémentaire à 5 ou 6 atomes donnent deux nouvelles classes :
- les furanocoumarines, composés formés par la fusion d'un hétérocycle furane avec la coumarine et ses dérivés. L'association peut se faire :

1. Soit dans le prolongement de la coumarine (forme linéaire) : psoralène et ses dérivés (bergaptène, impératorine, xanthotoxine, chalepensine),
2. Soit sur le côté (forme angulaire) : angélicine et ses dérivés ;

Psoralène
Bergaptène
Angélicine

- les pyranocoumarines, composés formés par la fusion d'un hétérocycle pyrane avec la coumarine :

1. Soit dans le prolongement (forme linéaire) : xanthylétine,
2. Soit latéralement (forme angulaire) : séseline, visnadine.

Xanthylétine
Séseline

Les furanocoumarines linéaires (psoralène, bergaptène, xanthotoxine) sont phototoxiques par contact. Elles peuvent provoquer des dermatites chez les personnes manipulant les plantes qui en contiennent comme le céleri, le persil, le panais, ou les agrumes. Certains agriculteurs peuvent se voir contraint d'abandonner leur activité.
L'assemblage de la coumarine et de trois hétérocycles de furanes donne des aflatoxines, toxines produites par des moisissures au pouvoir cancérigène élevé.
Enfin, un anticoagulant très utilisé en thérapeutique, la warfarine ou coumadine est un dérivé de synthèse de la bishydroxycoumarine.